# Maurice Pignard-Péguet
Maurice Pignard-Péguet, dit P.P., né le 13 octobre 1855 à Marthod et mort le 23 octobre 1926 à Paris, est un historien local, journaliste et universitaire français.

## Biographie

### Origines

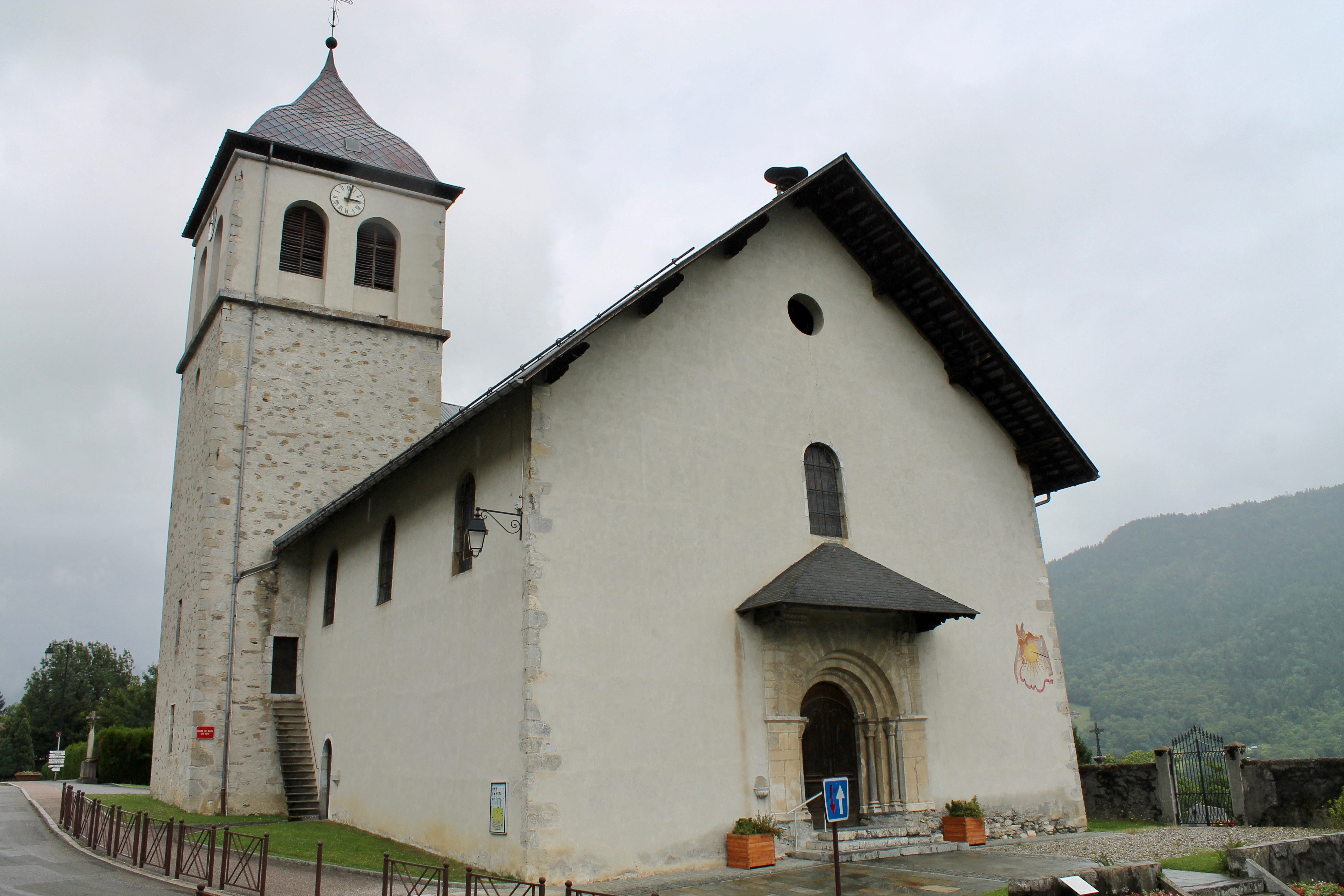
Église Saint-Jean-Baptiste de Marthod (ici en juillet 2017), où il est baptisé.

Pierre Maurice Pignard-Péguet naît le 13 octobre 1855 vers 2 heures, à Marthod (alors États de Savoie) et est baptisé le même jour,. Il est le fils de Pierre François Pignard-Péguet (laboureur) et de Françoise Pontet (ménagère), mariés l’un à l’autre.

### Carrière

#### Journalisme

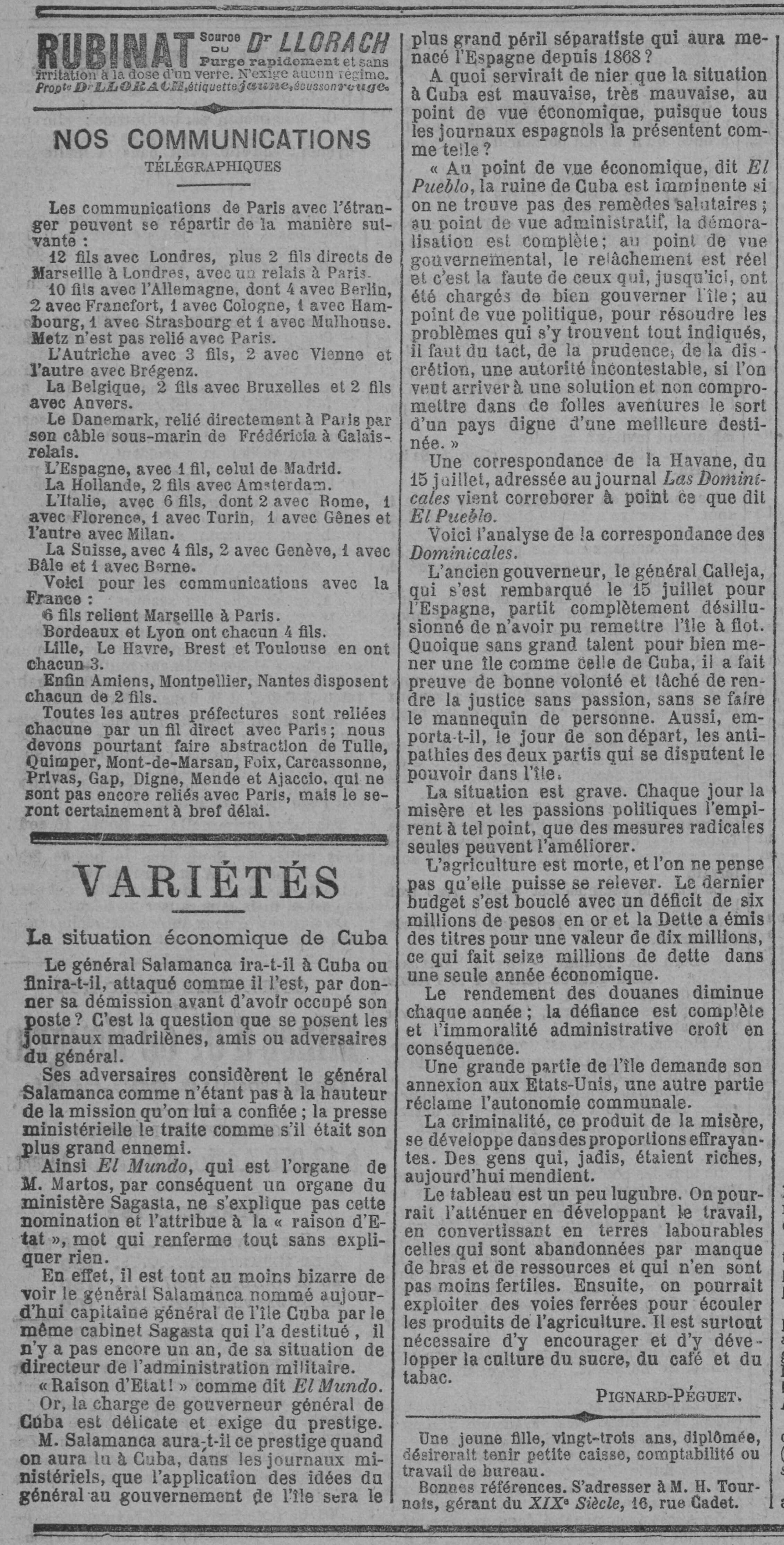
Exemple d’article : « La situation économique de Cuba » signé Pignard-Péguet et paru dans le numéro du Le XIXe siècle en date du 17 août 1887.

Il est devient professeur dans un collège d’État. De 1883 à 1893, par l’invitation du rédacteur en chef Charles Bourdin, il fournit un article hebdomadaire au quotidien régional Le Républicain de Savoie. Entre 1887 et 1888, il collabore à Paris aux grands quotidiens Le XIXe siècle, La République française, La France (duquel il démissionne en 1887 dans le contexte du boulangisme) et sert de traducteur au Temps durant six semaines. Retournant en Savoie, il fonde Le Petit Savoyard, un organe radical.
Sans pour autant s’y prédestiner, il redevient un temps professeur avant de retenter en 1894 le journalisme auprès des rédactions parisiennes. Il rédige par la suite au Journal d’Argenteuil, Courrier du Soir puis rejoint Grenoble où il travaille comme rédacteur politique au Petit Dauphinois. Démissionnant de ce dernier en 1899, il établit L’Union républicaine dans le Berry la même année duquel il se sépart finalement pour des « dissentiments politiques » en marge de l’Exposition universelle de 1900. À la fin de cette année, il fonde notamment Le Petit Vendéen (journal républicain), puis revient encore à Paris. En juin 1901, il repart dans le Grand Ouest français où un confrère anciennement socialiste lui propose une collaboration à L'Ouest-Éclair encore tout jeune.
Il se retrouve au chômage à l’âge de 49 ans (vers 1904-1905). Alors membre de l’Association de la presse républicaine départementale, il demande l’adhésion à l’Association des journalistes républicains français.

#### Histoire locale
En parcourant les campagnes, il s’informe sur les événements locaux en interrogeant les habitants. Il rassemble ses notes pour plusieurs départements et entreprend plusieurs ouvrages : sur l’Oise (1908), la Seine-et-Marne (1908), le Loiret, l’Yonne (1911). Il projette ainsi de couvrir toute la France,,,. À noter que ces ouvrages ne sont cependant pas diponibles en librairie à leur publication mais vivent au rythme des souscriptions.

### Décès
Celui qui est dit P.P. décède en 1926.

## Œuvre
En ce qui concerne ses travaux sur l’histoire locale, il reprend, notamment dans sa présentation du département de Seine-et-Marne, l’approche descriptive de l’histoire et des monuments remarquables que l’on peut retrouver dans les guides touristiques de l’époque. Il mêle les récits qu’il a récolté des habitants à sa pâte scientifique. Mais alors qu’il reçoit des éloges de la presse parisienne et d’Henri Stein pour son ouvrage sur la Seine-et-Marne, d’autres se montrent plus critiques comme un rédacteur du Bulletin de Société d’archéologie, sciences, lettres et arts du département de Seine-et-Marne qui estime que les récits sont repris sans remise en question et que la bibliographie ajoutée avec des inédits s’avère déraisonnable, en bref lui accordant une faible crédibilité,. En ce sens d’ailleurs, John Viénot dans son Histoire de la Réforme française, reconsidère un passage du travail Pignard-Péguet sur le Loiret en le montrant perméable à une légende.